# 福井県災害拠点病院
福井県災害拠点病院（ふくいけんさいがいきょてんびょういん）は、福井県にある災害時の救急医療の拠点となる災害拠点病院。

## 概要
県内や近県で災害が発生し、通常の医療体制では被災者に対する適切な医療を確保することが困難な状況となった場合に、福井県知事の要請により傷病者の受け入れや医療救護班の派遣等を行う。

## 拠点病院の条件
- 建物が耐震耐火構造であること。
- 資器材等の備蓄があること。
- 応急収容するために転用できる場所があること。
- 応急用資器材、自家発電機、応急テント等により自己完結できること。（外部からの補給が滞っても簡単には病院機能を喪失しないこと）
- 近接地にヘリポートが確保できること。

## 病院一覧
| 病院名                               | 住所                         | DMAT | 救命 | 2次医療圏  |
| 地域医療機能推進機構福井勝山総合病院 | 勝山市長山町2丁目6番21号     | ×    | ×    | 奥越       |
| 公立丹南病院                         | 鯖江市三六町1-2-31           | ○    | ×    | 丹南       |
| 福井県済生会病院                     | 福井市和田中町舟橋7番地1     | ○    | ×    | 福井・坂井 |
| 福井県立病院                         | 福井市四ツ井2-8-1            | ○    | ○    | 福井・坂井 |
| 福井赤十字病院                       | 福井市月見2丁目4番1号        | ○    | ×    | 福井・坂井 |
| 福井総合病院                         | 福井市江上町58-16-1          | ○    | ×    | 福井・坂井 |
| 福井大学医学部附属病院               | 吉田郡永平寺町松岡下合月23-3 | ○    | ×    | 福井・坂井 |
| 市立敦賀病院                         | 敦賀市三島町1丁目6番60号     | ×    | ×    | 嶺南       |
| 杉田玄白記念公立小浜病院             | 小浜市大手町2-2              | ○    | ○    | 嶺南       |